# Géderlak
Géderlak là một thị trấn thuộc hạt Bács-Kiskun, Hungary. Thị trấn này có diện tích 18,74 km², dân số năm 2010 là 1019 người, mật độ 54 người/km².